# Juan Micha
Juan Micha Obiang Bicogo, noto semplicemente come Juan Micha (Bata, 28 luglio 1975), è un allenatore di calcio ed ex calciatore equatoguineano, di ruolo attaccante, tecnico della nazionale equatoguineana.

## Carriera

### Giocatore

#### Nazionale
Fra il 1998 ed il 2002 gioca 9 incontri con la nazionale equatoguineana.

### Allenatore
Terminata la carriera di calciatore, diventa allenatore di calcio a Madrid; dopo gli inizi come assistente al Fuenlabrada, nel 2012 entra a far parte dello staff della nazionale equatoguineana, allenando varie selezioni femminili e giovanili dal 2012 al 2020.
Nel 2020 viene nominato allenatore ad interim della nazionale maggiore dopo la fine della gestione del francese Sébastien Migné; il 23 marzo 2021 sigla un contratto annuale, diventando ufficialmente tecnico della Guinea Equatoriale e due giorni più tardi, grazie alla vittoria casalinga per 1-0 contro la Tanzania, ottiene la qualificazione alla Coppa d'Africa 2021, prima volta per la nazionale equatoguineana tramite le eliminatorie (le due precedenti partecipazioni, nel 2012 e nel 2015, erano state ottenute in quanto paese ospitante).

### Statistiche da allenatore

#### Nazionale equatoguineana
Statistiche aggiornate al 7 settembre 2021.
| Squadra            | Naz                           | dal             | al        | Record | Record | Record | Record     | Record | Record | Record | Record |
| G                  | V                             | N               | P         | GF     | GS     | DR     | % Vittorie |        |        |        |        |
| ------------------ | ----------------------------- | --------------- | --------- | ------ | ------ | ------ | ---------- | ------ | ------ | ------ | ------ |
| Guinea Equatoriale | Guinea Equatoriale (bandiera) | 29 ottobre 2020 | in carica | 29     | 15     | 8      | 6          | 35     | 31     | +4     | 51,72  |